# Belin (Covasna)
Pour les articles homonymes, voir Belin.
Belin (en hongrois Bölön) est une commune roumaine du județ de Covasna, dans le Pays sicule en Transylvanie. Elle est composée des deux villages suivants :
- Belin, siège de la commune
- Belin-Vale (Bölönpatak)

## Localisation
Belin est situé au centre-ouest du județ de Covasna, à l'est de la Transylvanie, au pied des Monts Baraolt, à 35 km de Sfântu Gheorghe (Sepsiszentgyörgy).

## Monuments et lieux touristiques
- Église orthodoxe “Assomption de Marie” du village de Belin (construite en 1776), monument historique
- Église unitarienne du village de Belin (construction XVIe et XIXe siècles), monument historique
- Site archéologique Hotarul satului, Belin
- Monts Baraolt